# عمر بوغل
عمر بوغل (بالإنجليزية: Omar Bogle)‏ هو لاعب كرة قدم بريطاني، ولد في 26 يوليو 1993 في برمنغهام في المملكة المتحدة. لعب مع برمنغهام سيتي وغريمسبي تاون وكارديف سيتي ونادي بورتسموث ونادي بيتربورو يونايتد وويغان أتلتيك.

## وصلات خارجية
- عمر بوغل على موقع قاعدة بيانات كرة القدم.إي يو (الإنجليزية)
- عمر بوغل على موقع Soccerbase.com (لاعب) (الإنجليزية)
- عمر بوغل على موقع Soccerway.com (الإنجليزية)